# Dilli tüýdük
Dilli tüýdük (auch dili tuiduk, dilli düdük,  dilli tuyduk, dili tüidük oder dilli tüidük; russisch Дилли туйдук) ist ein traditionelles turkmenisches Holzblasinstrument aus Rohr. Das Einfachrohrblattinstrument gehört zu den Rohrpfeifen und ist nahe mit der türkischen sipsi und der usbekischen sibiziq verwandt.
Am oberen Ende des 15 bis 16 Zentimeter langen Rohres wird eine idioglotte Zunge (dil) eingeschnitten, die den Ton erzeugt. In das untere werden im Abstand von fünf bis sechs Millimetern drei oder vier Grifflöcher geschnitten. Der Tonumfang beträgt entsprechend eine Quinte oder Sexte, etwa von g´ bis d´´/e´´. Der Klang ist durchdringend und schrill. Geübte Spieler erweitern die Möglichkeiten des Instruments durch Überblasen, Ziehen der Töne, teilweises Abdecken der Grifflöcher und durch das Bilden eines Resonanzkörpers  mit dem Hohlraum der Hände. Die traditionellen turkmenischen Liedern werden auf der dilli tüýdük mit einem langgezogenen Ton eröffnet, bevor die eigentliche Melodie beginnt. Gespielt werden solistisch Hirtenmelodien und Melodien von Volksliedern.
Die dilli tüýdük unterscheidet sich nach der Tonerzeugung von der langen turkmenischen Rohrflöte tüidük (auch gargy tüydük oder kargy-tüidük), die mit der endgeblasenen iranischen Flöte nay verwandt ist. Drei oder vier Fingerlöcher besitzen auch die einfachsten Formen der litauischen birbine mit einem 10 bis 20 Zentimeter langen Pflanzenrohr. Etwas größer ist das westgeorgische Einfachrohrblattinstrument pilili.
Ein Doppelblasinstrument der Turkmenen aus zwei miteinander verbundenen, identischen dilli tüýdük-Spielröhren heißt gosho dilli tüýdük und entspricht ungefähr der von Tadschiken gespielten qushnay, auch juftnai (bei Usbeken qoshnai).